# Колесников, Пётр Кондратьевич
Пётр Кондратьевич Колесников (1905—1997) — работник советской промышленности, строгальщик завода «Ростсельмаш», город Ростов-на-Дону, Герой Социалистического Труда (1983).
Депутат Совета Союза Верховного Совета СССР 6-го (1962—1966) и 11-го (1984—1989) созывов от Ростовской области. Принимал участие в работе XX, XXII, XXVII съездов КПСС. Член Советского комитета защиты мира. Председатель областного совета ветеранов партии, комсомола, войны и труда, член обкома КПСС. Избирался депутатом областного, городского и районного Советов народных депутатов. Почётный гражданин города Ростова-на-Дону (1971).

## Биография
Родился 11 июня 1905 года в селе Шарпаевка Донецкого округа Области войска Донского, ныне Тарасовского района Ростовской области в семье крестьянина. Русский.
С марта 1931 года работал на заводе «Ростсельмаш». Принимал участие в строительстве завода. Ещё до войны включился в стахановское движение и начал работать на двух станках.
Участник Великой Отечественной войны с 1942 года. Воевал в артиллерии на Закавказском, Ленинградском фронтах. Был офицером, парторгом, ранен, награждён двумя боевыми орденами.
После демобилизации вернулся в Ростов на свой завод. В 1950-е годы работал уже на трёх станках, перевыполняя из года в год свои обязательства. Инициатор высокопроизводительных приёмов обработки металлических деталей. Этот призыв был подхвачен машиностроителями всей страны.
Дважды представлял «Ростсельмаш» на ВДНХ, где демонстрировал передовые методы работы строгальщика, за что был награждён серебряной и двумя бронзовыми медалями.
В 1982 году была учреждена премия советских профсоюзов имени Петра Кондратьевича Колесникова. Эта всесоюзная премия присуждалась ежегодно ко Дню машиностроителя рабочим, инженерно-техническим работникам и служащим, добившимся выдающихся результатов в социалистическом соревновании, досрочно выполнившим планы и обязательства.
Указом Президиума Верховного Совета СССР от 19 октября 1983 года за высокие результаты в выполнении плановых заданий и социалистических обязательств по выпуску зерноуборочных комбайнов и большой вклад в воспитание достойной смены рабочего класса Колесникову Петру Кондратьевичу присвоено звание Героя Социалистического Труда с вручением ордена Ленина и золотой медали «Серп и Молот».
В 1962 году был избран депутатом Верховного Совета СССР. Был членом КПСС, принимал участие в XX, XXII и XXVII съездах КПСС. Являлся членом Советского комитета защиты мира.
Жил в городе Ростов-на-Дону. Скончался 28 января 1997 года.

## Награды и звания
- Герой Социалистического Труда (19.10.1983),
- три ордена Ленина,
- орден Октябрьской Революции,
- орден Трудового Красного Знамени,
- орден Красной Звезды,
- медали, в том числе три медали ВДНХ.
- «Почётный гражданин города Ростова-на-Дону» (1971), «Почётный ростсельмашевец».